# Cavisternum
Genre
Cavisternum est un genre d'araignées aranéomorphes de la famille des Oonopidae.

## Distribution
Les espèces de ce genre se rencontrent en Australie et au Sri Lanka.

## Liste des espèces
Selon World Spider Catalog (version 19.0, 22/06/2018) :
- Cavisternum attenboroughi Baehr & Raven, 2013
- Cavisternum bagleyae Baehr, Harvey & Smith, 2010
- Cavisternum barthorum Baehr, Harvey & Smith, 2010
- Cavisternum bertmaini Baehr, Harvey & Smith, 2010
- Cavisternum bom Ranasinghe & Benjamin, 2018
- Cavisternum carae Baehr, Harvey & Smith, 2010
- Cavisternum clavatum Baehr, Harvey & Smith, 2010
- Cavisternum digweedi Baehr, Harvey & Smith, 2010
- Cavisternum ewani Baehr, Harvey & Smith, 2010
- Cavisternum federicae Baehr & Harvey, 2010
- Cavisternum foxae Baehr, Harvey & Smith, 2010
- Cavisternum gatangel Baehr, Harvey & Smith, 2010
- Cavisternum gillespieae Harvey & Baehr, 2013
- Cavisternum heywoodi Baehr, Harvey & Smith, 2010
- Cavisternum hughesi Baehr, Harvey & Smith, 2010
- Cavisternum ledereri Baehr, Harvey & Smith, 2010
- Cavisternum leichhardti Harvey & Baehr, 2013
- Cavisternum maxmoormanni Baehr, Harvey & Smith, 2010
- Cavisternum mayorum Baehr, Harvey & Smith, 2010
- Cavisternum michaelbellomoi Baehr, Harvey & Smith, 2010
- Cavisternum monteithi Baehr & Harvey, 2010
- Cavisternum noelashepherdae Baehr, Harvey & Smith, 2010
- Cavisternum rochesterae Baehr, Harvey & Smith, 2010
- Cavisternum toadshow Baehr, Harvey & Smith, 2010
- Cavisternum waldockae Baehr, Harvey & Smith, 2010

## Publication originale
- Baehr, Harvey & Smith, 2010 : The goblin spiders of the new endemic Australian genus Cavisternum  (Araneae: Oonopidae). American Museum Novitates, no 3684, p. 1-40 (texte intégral).